# Storstenstjärnen, Hälsingland
Storstenstjärnen är en sjö i Ljusdals kommun i Hälsingland och ingår i Ljusnans huvudavrinningsområde.